# Palaiargia nasiterna
Palaiargia nasiterna – gatunek ważki z rodziny pióronogowatych (Platycnemididae). Jest znany tylko z okazów typowych – dwóch samców odłowionych przed 1938 rokiem na oddalonych od siebie o ponad 450 km wyspach Roon i Waigeo położonych u wybrzeży indonezyjskiej części Nowej Gwinei.